# Atlanta United FC
Atlanta United Football Club – amerykański klub piłkarski z siedzibą w Atlancie, który od sezonu 2017 rozpoczął grę w Major League Soccer. Klub został założony 16 kwietnia 2014.
Klub należy do Arthura Blanka, właściciela sieci sklepów Home Depot oraz Atlanta Falcons.

## Historia
Południowy wschód Stanów Zjednoczonych był pozbawiony MLS od momentu, kiedy w 2001 roku nastąpiła fuzja Miami Fusion i Tampa Bay Mutiny. Zmieniło się to dopiero w 2013 roku, kiedy ogłoszono, że do ligi od sezonu 2016 dołączy Orlando City. Atlanta była też największą aglomeracją miejską w całym kraju pozbawioną klubu w najwyższej klasie rozgrywkowej.
Należąca do Arthura Blanka AMB Group swój akces do MLS złożyła już w 2008 roku, jednak została wycofana z powodu braku odpowiedniego stadionu zaledwie rok później. Już wtedy zostało jednak zapowiedziane, że do pomysłu obie strony zamierzają wrócić w najbliższym czasie.
W maju 2012 roku inny klub również należąca do Blanka, Atlanta Falcons ogłosił plany dotyczące nowego stadionu. Blank przekonywał, że nowy obiekt będzie mógł nie tylko gościć mecze futbolu amerykańskiego i MLS, ale w przyszłości być może także Mistrzostwa Świata. W tym samym czasie Don Garber, komisarz MLS, przyznał, że traktuje Atlantę jako jedno z trzech najbardziej atrakcyjnych miejsc dla dalszej ekspansji MLS.
Po wielu staraniach 16 kwietnia 2014 Blank ogłosił, iż władze MLS przyznały mu licencje na grę w lidze od sezonu 2017. 7 lipca 2015 z kolei została ogłoszona nazwa nowego klubu - Atlanta United FC.
27 października 2016 klub ogłosił, że jego pierwszym trenerem w historii zostanie były szkoleniowiec m.in. FC Barcelony, Gerardo Martino

## Obecny skład
Stan na 9 marca 2021
| Nr | Poz. | Piłkarz                                   |
| -- | ---- | ----------------------------------------- |
| 1  | BR   | Brad Guzan (kapitan)                      |
| 2  | OB   | Ronald Hernández (wypożyczony z Aberdeen) |
| 4  | OB   | Anton Walkes                              |
| 5  | PO   | Santiago Sosa                             |
| 7  | NA   | Josef Martínez                            |
| 8  | PO   | Ezequiel Barco                            |
| 9  | PO   | Matheus Rossetto                          |
| 10 | PO   | Marcelino Moreno                          |
| 11 | OB   | Brooks Lennon                             |
| 12 | OB   | Miles Robinson                            |
| 14 | PO   | Franco Ibarra                             |
| 15 | NA   | Lisandro López                            |
| 16 | NA   | Erik López                                |
| 20 | PO   | Emerson Hyndman                           |

| Nr | Poz. | Piłkarz         |
| -- | ---- | --------------- |
| 21 | OB   | George Bello    |
| 22 | PO   | Jürgen Damm     |
| 23 | NA   | Jake Mulraney   |
| 25 | BR   | Alec Kann       |
| 28 | NA   | Tyler Wolff     |
| 29 | PO   | Mo Adams        |
| 31 | NA   | Erick Torres    |
| 32 | OB   | George Campbell |
| 33 | OB   | Mikey Ambrose   |
| 35 | OB   | Efrain Morales  |
| 36 | NA   | Jackson Conway  |
| –  | NA   | Machop Chol     |
| –  | BR   | Ben Lundgaard   |
| –  | OB   | Josh Bauer      |

### Piłkarze na wypożyczeniu
| Nr | Poz. | Piłkarz                                              |
| -- | ---- | ---------------------------------------------------- |
|    | OB   | Fernando Meza (wypożyczony do Defensa y Justicia)    |
|    | OB   | Franco Escobar (wypożyczony do CA Newell’s Old Boys) |
|    | OB   | Andrew Gutman (wypożyczony do New York Red Bulls)    |

## Trenerzy
| Nazwisko                   | Od               | Do              | Sukcesy                                   |
| -------------------------- | ---------------- | --------------- | ----------------------------------------- |
| Gerardo Martino            | 27 września 2016 | 10 grudnia 2018 | Puchar MLS (2018)                         |
| Frank de Boer              | 23 grudnia 2018  | 24 lipca 2020   | Campeones Cup (2019) U.S. Open Cup (2019) |
| Stephen Glass (tymczasowy) | 27 lipca 2020    | 12 grudnia 2020 |                                           |
| Gabriel Heinze             | 18 grudnia 2020  | Obecnie         |                                           |